# MG F

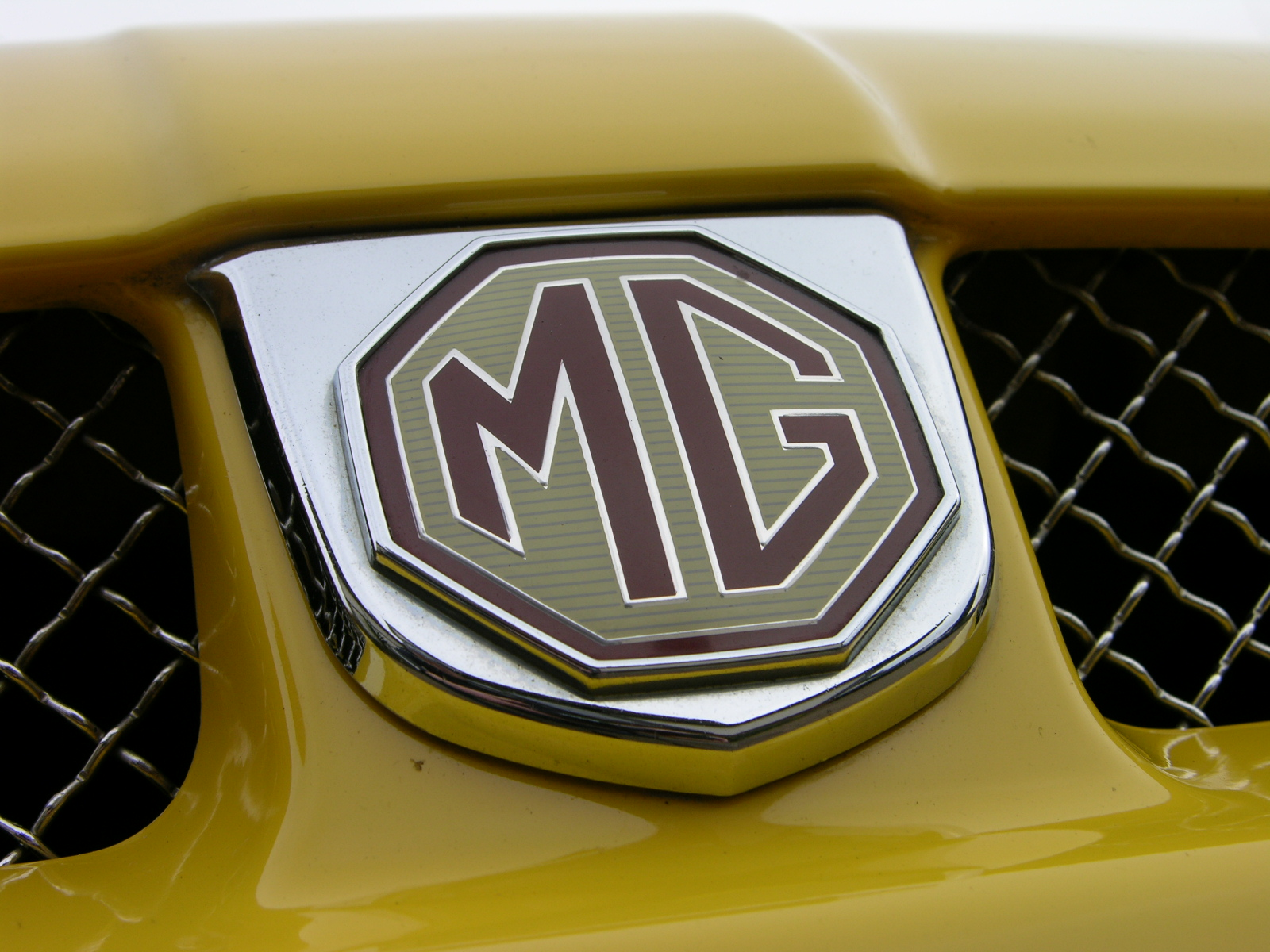
Logo eines MG F Trophy 160

Der MG F (seit 2002: MG TF) ist ein zweisitziger Mittelmotor-Roadster, den die MG Rover Group ursprünglich im Herbst 1995 herausbrachte. Es war das erste neue, speziell als MG konstruierte Auto seit der Vorstellung des MGB im Frühjahr 1962, dessen Fertigung Ende 1980 eingestellt wurde.
Der Roadster wurde bis Mitte 2005 gefertigt, als MG Rover Konkurs anmelden musste.
Von Frühjahr 2007 bis Ende 2011 ist die Fertigung unter dem neuen Eigentümer Nanjing Automobile Group aus China erfolgt.

## Geschichte
MG hatte Ende 1980 die Fertigung von Sportwagen eingestellt, als BLMC ihr Werk in Abingdon schloss. In den Jahren 1982 bis 1991 trugen nur sportliche Kompaktwagen und Limousinen von Rover die MG-Plakette.
1992 begann die MG Rover Group mit der Fertigung des auf dem MGB basierenden RV8 und die positive Kundenreaktion brachte den Hersteller dazu, den MG F aufzulegen.
Nach einem Wettbewerb verschiedener Entwicklungsteams wurde das Design 1994 endgültig festgelegt und die Serienfertigung vorbereitet. Die offizielle Markteinführung war im September 1995 in Großbritannien, während das Fahrzeug erst einige Monate später auch in Deutschland lieferbar war. Zur Modelleinführung war zunächst nur ein Motor mit 88 kW (120 PS) erhältlich; 1996 folgte eine auf dem gleichen 1.8-Liter-Rover-K-Series-Vierzylinder basierende Version mit 107 kW (145 PS) und variabler Ventilsteuerung (VVC).
Ab 1999 war eine überarbeitete Variante des F mit umfangreichen, teils „unsichtbaren“ technischen Detailverbesserungen erhältlich. Am auffälligsten war die neu gestaltete Innenausstattung mit verändertem Tacho-Zifferblatt mit nun digitaler Kilometeranzeige sowie neu gestalteten Sitzen und Türverkleidungen, während der F von außen nahezu unverändert blieb. Erstmals war mit der 115-PS-Modellversion Stepspeed auch ein Automatikgetriebe lieferbar.
Mit dem Modelljahr 2002 hieß das Modell TF, als Hommage an den erfolgreichen Roadster MG TF der 1950er Jahre. Obwohl aus dem F hervorgegangen und in vielen Baugruppen und Karosserieteilen gleich mit dem vorangegangenen MGF der Facelift-Version, war der TF weiter entwickelt worden. Neben dem Wechsel vom Hydragas-System des MGF zu konventionellen Schraubenfedern am Fahrwerk zeigte sich dies vor allem in veränderten Stoßfängern und Front- und Heckleuchten sowie in höherwertigen Varianten der Innenausstattung und verschiedenen neu gestalteten Leichtmetallrädern. Neuer Basismotor war ein nun 99 kW (135 PS) leistender Rover-K-Series-Vierzylindermotor, der weiter angebotene VVC-Motor des MGF leistete 118 kW (160 PS).
Ab Frühsommer 2005 war wegen des Vergleichsverfahrens über die MG Rover Group eine Fertigung nicht mehr möglich. Doch zwischen März 2007, als die MG-Fabrik der Nanjing Automobile Group in Nanjing fertig war, und Ende 2011 wurde der Bau weitergeführt. Die Marke war weiterhin MG.

## Modelle

### MG F (Typ RD, 1995–1999)
Der MG F wurde im Herbst 1995 von der MG Rover Group vorgestellt. Die Markteinführung in Deutschland war im Januar 1996.
Der MG F war das dritte neue Modell, das in den 12 Monaten nach der Übernahme durch BMW herauskam. Der MG F war bereits zur Produktion fertig entwickelt; BMW untersagte aber zunächst die Produktion, um zu prüfen, ob der MG F für den BMW Z3 eine Konkurrenz im eigenen Hause darstellen würde. 
Vor diesem Hintergrund wurde auch der von Rover geplante Export des MG F in die USA abschließend untersagt.
Der Wagen hat einen 1,8-l-Reihenvierzylindermotor der Rover-K-Serie mit 16 Ventilen, doppelter Nockenwelle und Hydrostößel. Der Motor selbst besteht komplett aus Aluminium und ist wie ein Butterbrot aufgebaut (Kopf-Block-Lagerleiter, Ölverteiler). Diese Bauweise erzeugt einen tiefen Schwerpunkt und ist durch seine Kompaktheit sehr steif. In der Basisversion leistet der Motor 88 kW (120 PS) und in der VVC-Version mit variabler Ventilsteuerung 107 kW (146 PS). Rover Special Projects überwachte die Entwicklung der Konstruktion und beauftragte vor deren Fertigstellung externe Dienstleister mit der Auswahl der besten Vorschläge für die mechanische Auslegung. MGA Developments lieferte das ursprüngliche Konstruktionsprinzip (das viele für das eines vergrößerten Honda Beat hielten), das dann MG-Rover-Ingenieure unter Gerry McGovern weiterentwickelten.

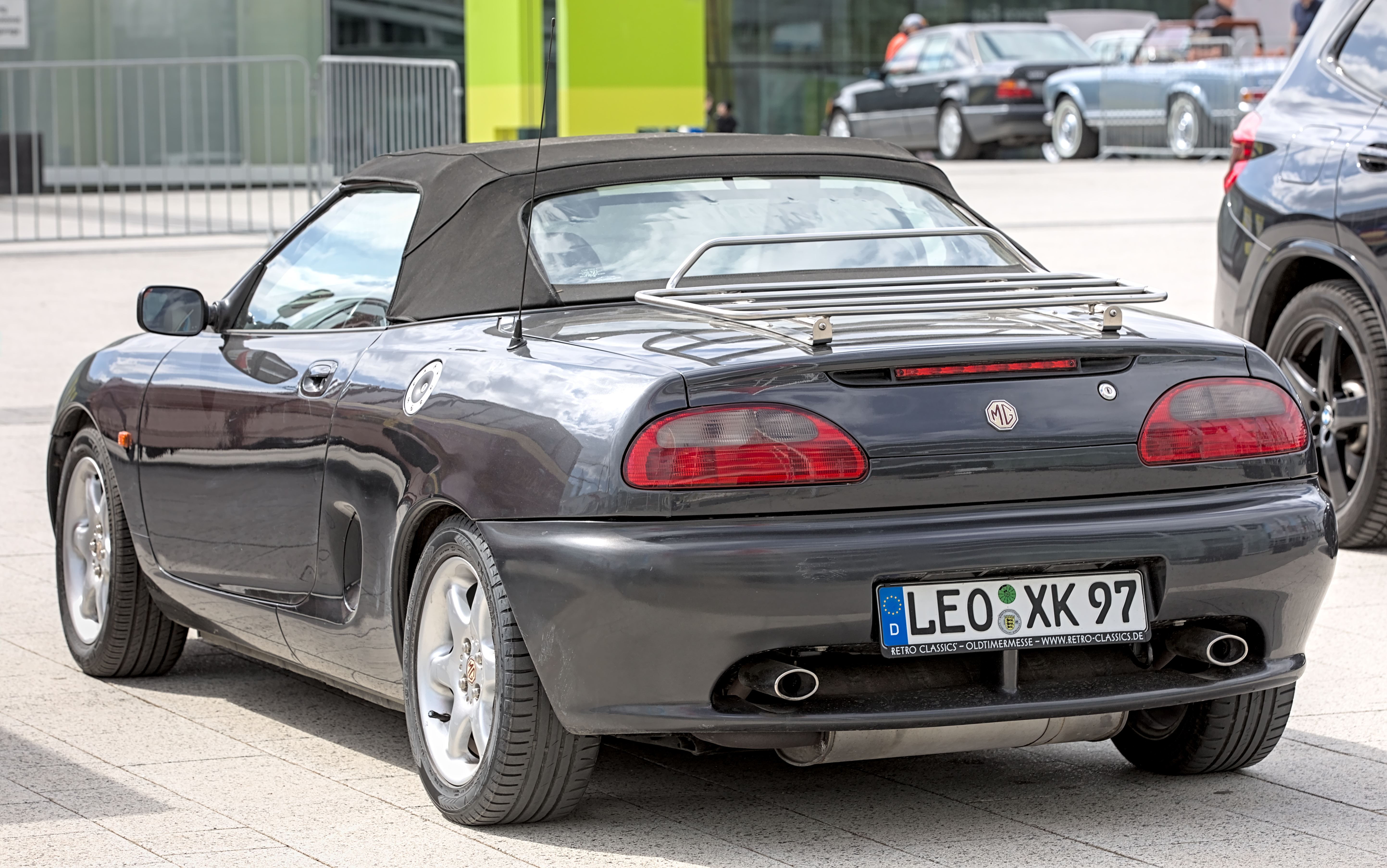
Heckansicht
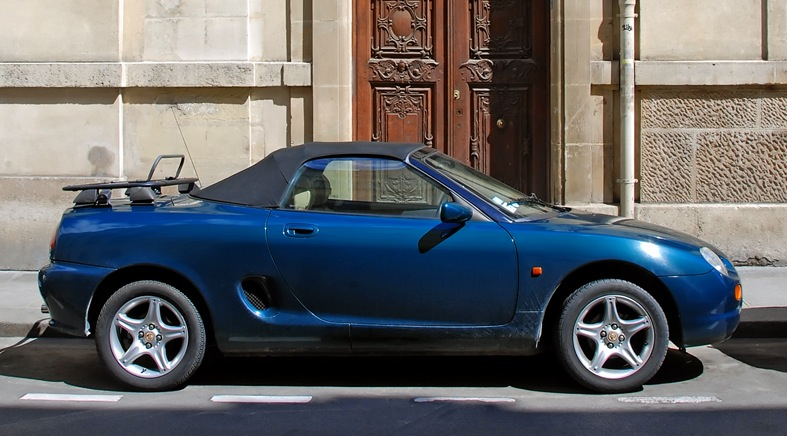
Seitenansicht

Ein interessantes Detail am F ist das Hydragas-Fahrwerk, ein System, bei dem miteinander verbundene Flüssigkeitsstoßdämpfer und Gasfedern (Stickstofffüllung) für einen erstaunlichen Fahrkomfort sorgen. Des Weiteren besteht die Radaufhängung aus aufwendigen Doppelquerlenkern, wie sonst bei wesentlich teureren Sportwagen üblich.
Der MG F schoss nach seiner Vorstellung sofort an die Spitze der Liste beliebtester Sportwagen in Großbritannien. Er blieb dort bis zur Einführung des Nachfolgers TF im Frühjahr 2002.

#### Motoren
- 1,8-Liter 4-Zylinder-Ottomotor mit 1796 cm³ Hubraum und 88 kW (120 PS); 04/1995–09/1999
- 1,8-Liter 4-Zylinder-Ottomotor mit 1796 cm³ Hubraum und 107 kW (146 PS); 04/1995–09/1999

### MG F (Typ RD, 1999–2002)
Im Herbst 1999 wurde der MG F einer Modellpflege unterzogen. Dabei erhielt das Fahrzeug eine geänderte Innenausstattung (Tachoblätter, digitalen Kilometerzähler, Sitze, Türverkleidungen und Mittelkonsole), Stylingänderungen wie Blinkergehäusefarbe, Frontscheibenrahmen in Wagenfarbe und geänderte Aluminiumräder.
Es gab nun einen Vierzylinder-Basismotor mit 1,6 l Hubraum und 82 kW (112 PS) sowie eine leistungsstarke Version Trophy 160 mit 1,8 l Hubraum und 118 kW (160 PS). Diese beschleunigte von 0–100 km/h in 6,9 s und erreichte eine Höchstgeschwindigkeit von 220 km/h. Der Trophy wurde nur 1430-mal gebaut.
Im Frühjahr 2000 wurde ein Modell mit stufenlosen Getriebe. dem sogenannten (Steptronic) eingeführt, das einen 1,8-l-Motor mit einer Leistung von 88 kW (120 PS) hatte.
Der F verkaufte sich trotz der Veräußerung der MG Rover Group durch BMW, die im März 2000 angekündigt wurde, weiterhin gut. Land Rover ging an Ford, während die Marken MG und Rover an das Phoenix-Konsortium für 10 £ verkauft wurden. Trotz der Konkurrenz durch Mazda MX-5, BMW Z3 und Audi TT blieb der MG F recht beliebt.

#### Motoren
- 1,6-Liter 4-Zylinder-Ottomotor mit 1588 cm³ Hubraum und 82 kW (112 PS); 09/2000–02/2002
- 1,8-Liter 4-Zylinder-Ottomotor mit 1796 cm³ Hubraum und 88 kW (120 PS); 08/1999–05/2002
- 1,8-Liter 4-Zylinder-Ottomotor mit 1796 cm³ Hubraum und 107 kW (146 PS); 08/1999–05/2002
- 1,8-Liter 4-Zylinder-Ottomotor mit 1796 cm³ Hubraum und 118 kW (160 PS); 10/2001–05/2002

#### MG F Trophy 160
Der MG F Trophy 160 ist eine Leicht modifizierte und auf 1430 Stück Limitierte Version des MG F 145 und erreichte eine Leistung von 118 kW (160 PS).
Der MG F Trophy 160 wurde in vier verschiedenen Farben ausgeliefert: Gelb, Rot, Blau und Schwarz.

Produktion von 10/2001-05/2002

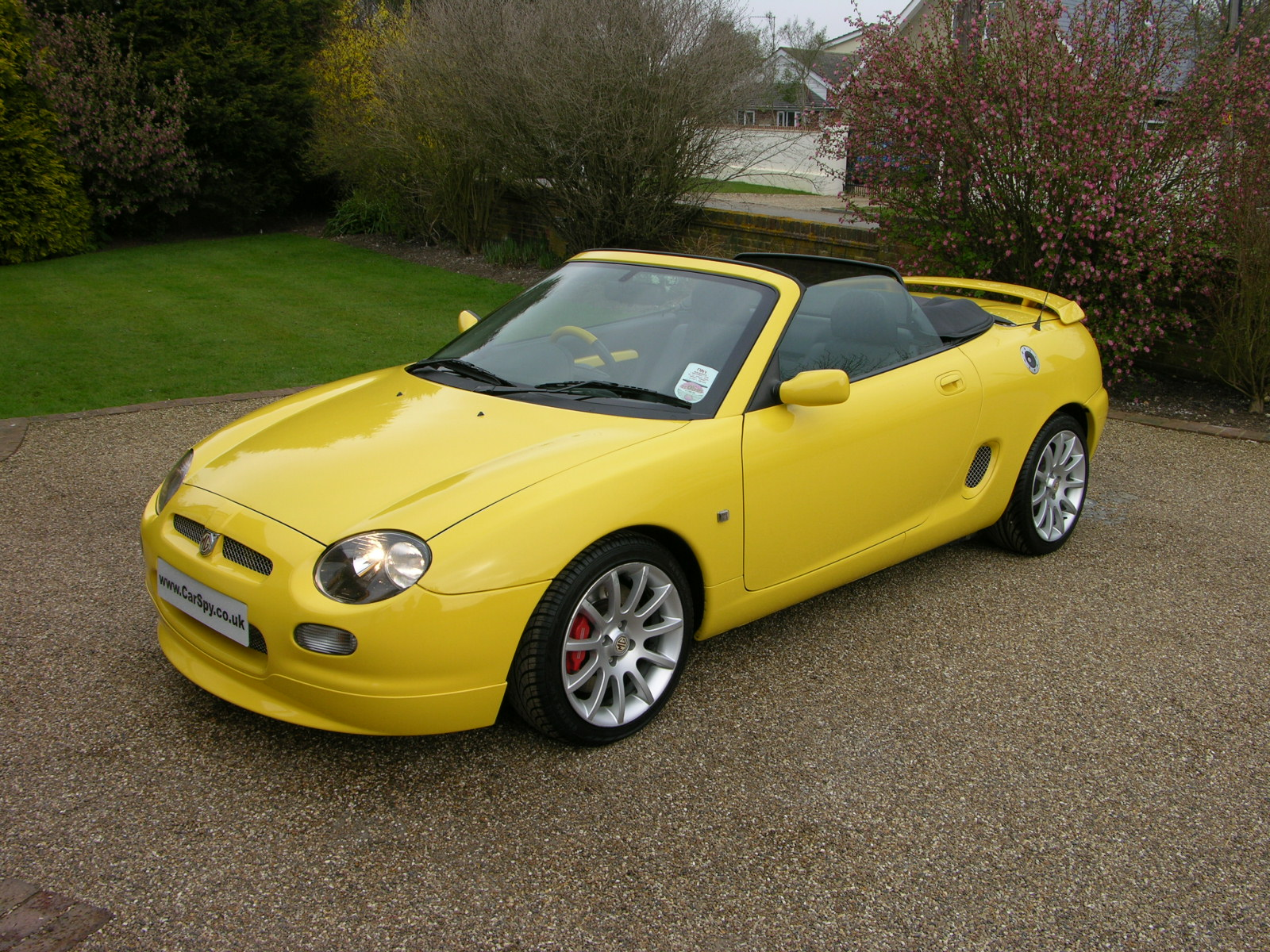
MG F Trophy 160
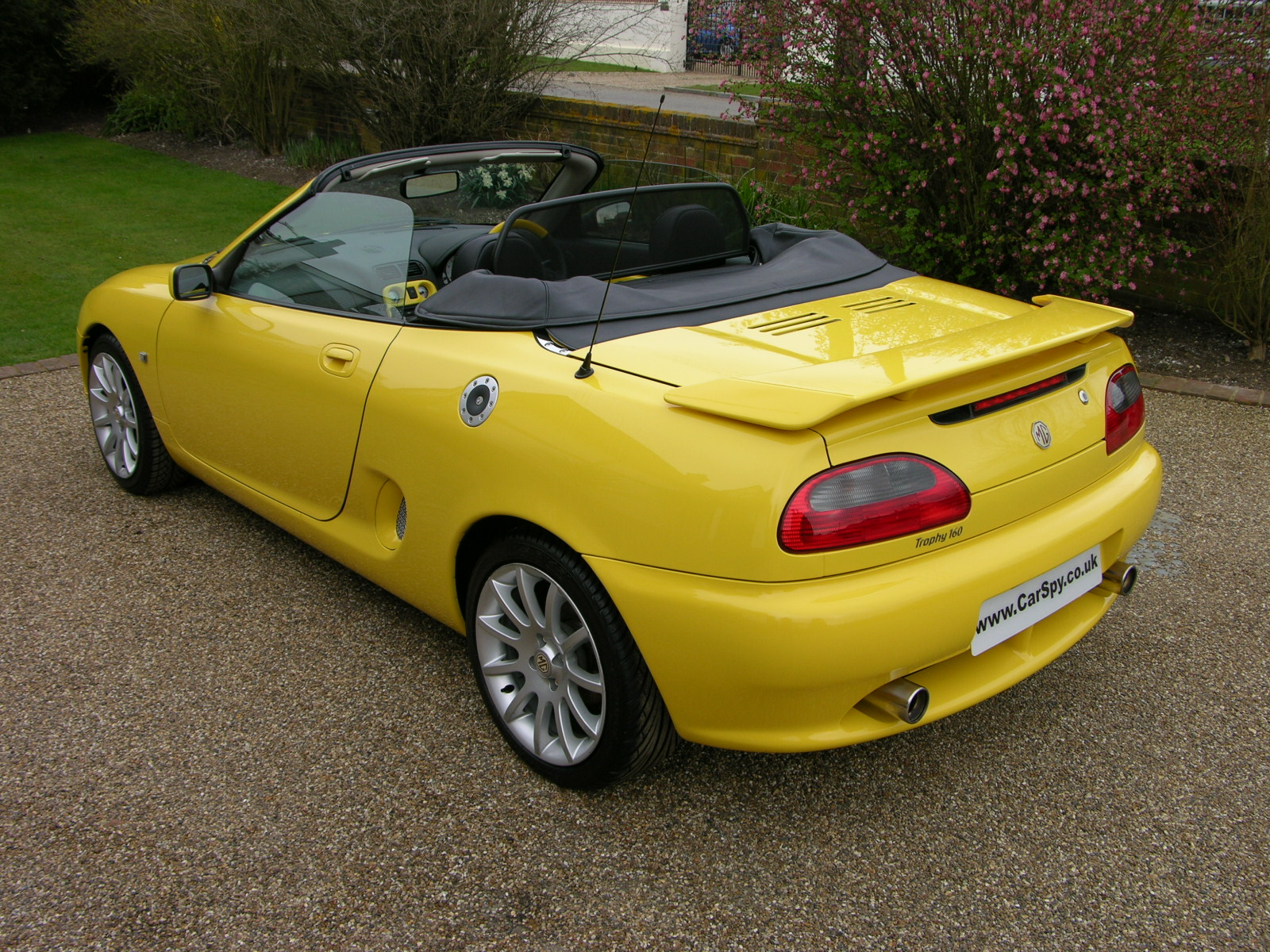
Heckansicht
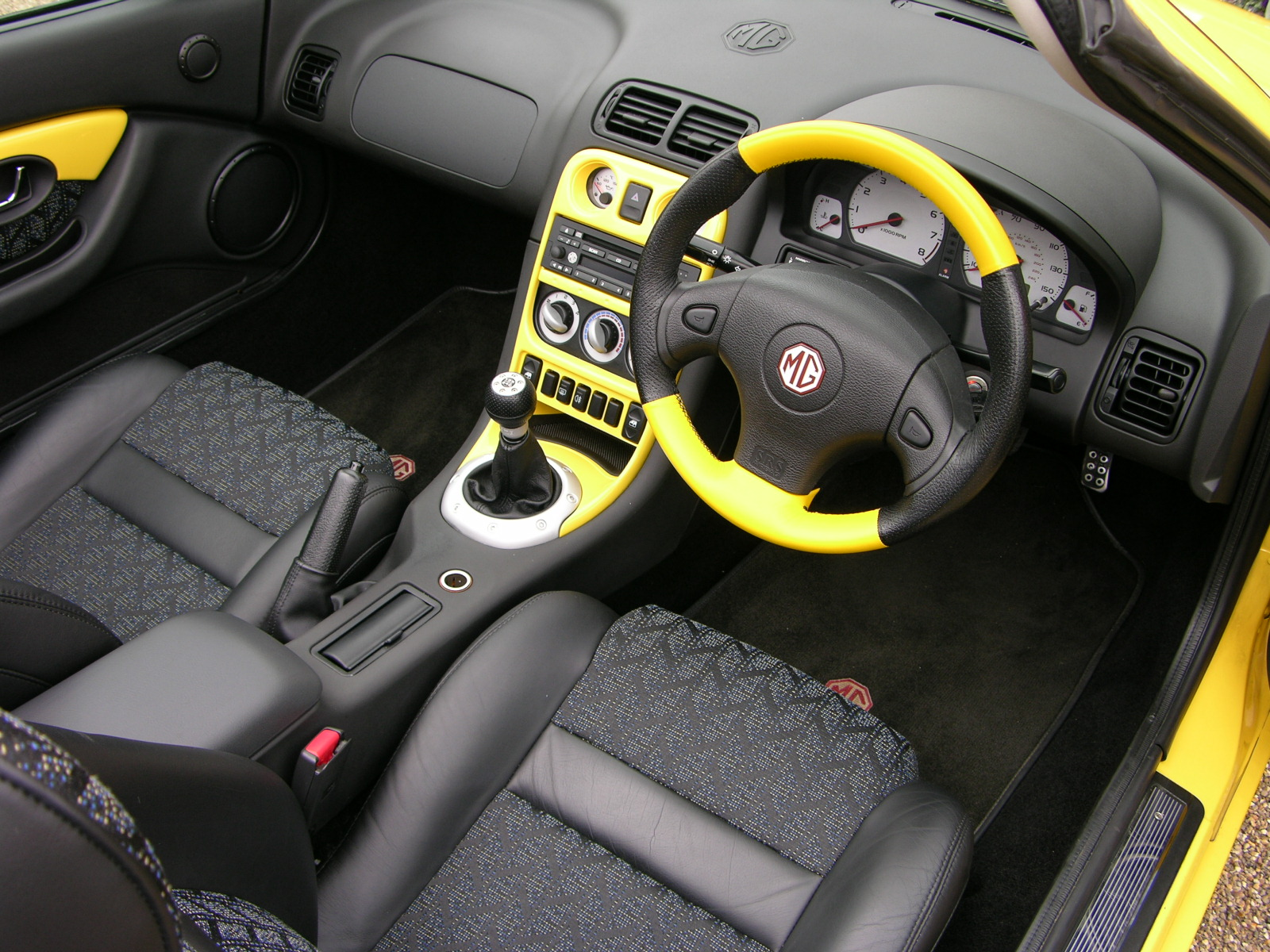
Innenraum

### MG TF (2002–2005)
| Sterne im Euro-NCAP-Crashtest |

Bei einem weiteren Facelift im Frühjahr 2002 wurde aus dem F der MG TF, benannt nach dem klassischen MG TF der 1950er-Jahre.
Die wichtigsten Änderungen waren der Ersatz des Hydragas-Systems durch konventionelle Schraubenfedern, weil der Rover 100 mit dem Hydragas-System wegen sehr schlechter Ergebnisse im Crash-Test vom Markt genommen worden war und die Herstellung des Systems für den MG TF allein unwirtschaftlich gewesen wäre. Weiterhin gab es eine Neukonstruktion des Ansaugsystems für den Motor, das zusammen mit den neuen Nockenwellen für Mehrleistung sorgte, und die Erhöhung der Verwindungssteifigkeit der Karosserie um 20 %. Dazu kamen einige Styling-Änderungen wie ein neuer Kühlergrill, geänderte Scheinwerfer, Stoßfänger und Ansaugöffnungen, Motorhaube usw. Der 1,6-l-Vierzylindermotor leistete auch im MG TF 85 kW (115 PS). Neben den 1,8-l-Varianten mit 88 kW (120 PS) bzw. 118 kW (160 PS) wurde zusätzlich eine dritte Version mit 100 kW (136 PS) angeboten.
Der MG TF war der erste Wagen seiner Klasse, der vier Sterne im Euro-NCAP-Crashtest erhielt. Er erhielt auch die begehrte Auszeichnung „Cabrio of the Year 2002“ der COTY-Jury.
Der MG F/TF war in den fast elf Produktionsjahren das erfolgreichste und bekannteste MG-Modell in England. Vermutlich wegen der WEEE- und RoHS-Gesetzgebung wurde der MG TF systematisch in den Jahren 2002 bis 2004 auf Konformität in den einzelnen Details geändert, äußerlich markant erkennbar am Ersatz der PVC-Heckscheibe durch eine beheizbare Glasheckscheibe für eine geringe Anzahl von 631 MG TF im Jahr 2005.
Wie der MG F vorher verkaufte sich auch der MG TF während seiner gesamten Produktionszeit in Großbritannien besser als seine Konkurrenten. Die Fertigung wurde Mitte 2005 eingestellt, als die MG Rover Group zusammenbrach.

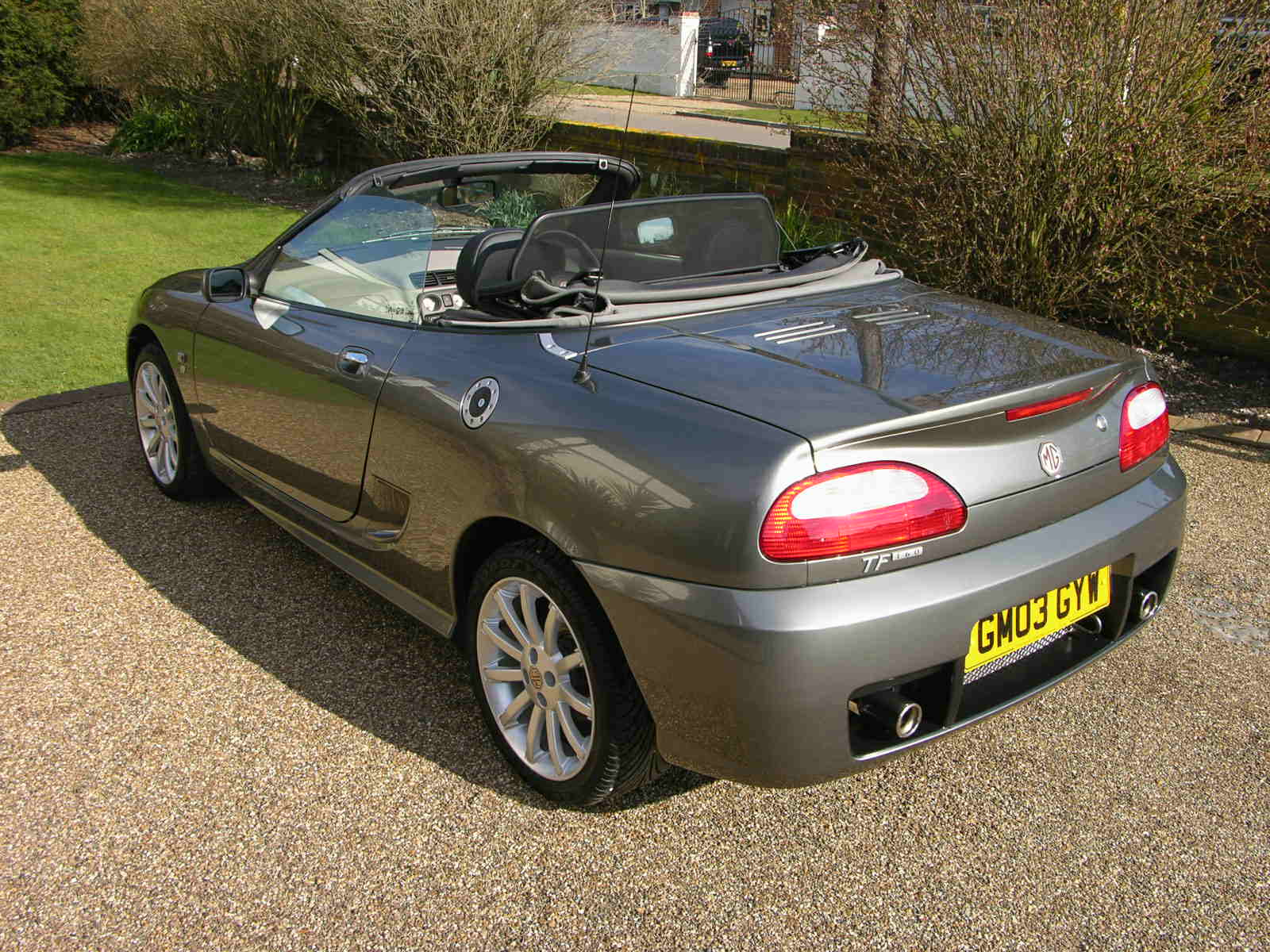
Heckansicht
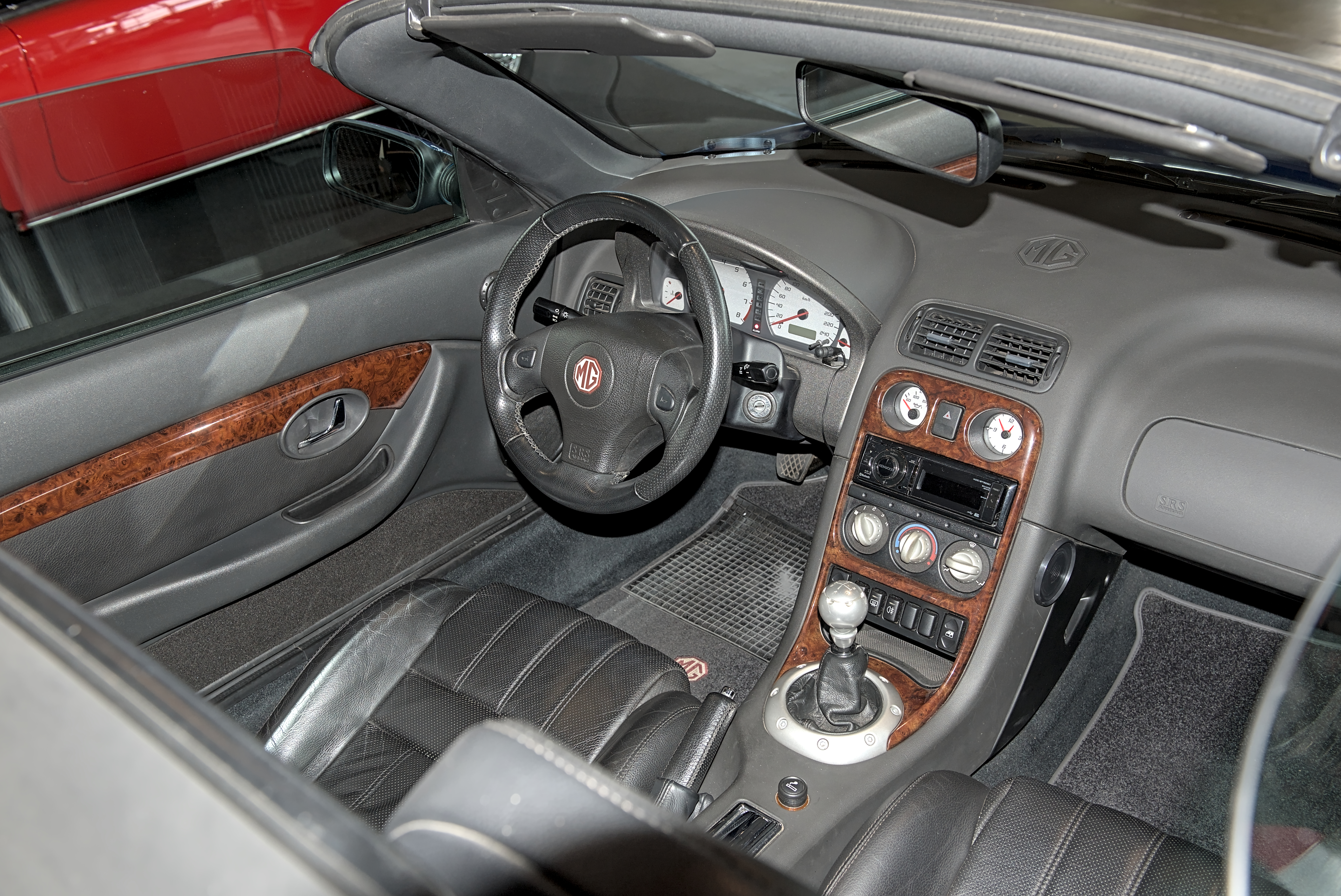
Innenraum
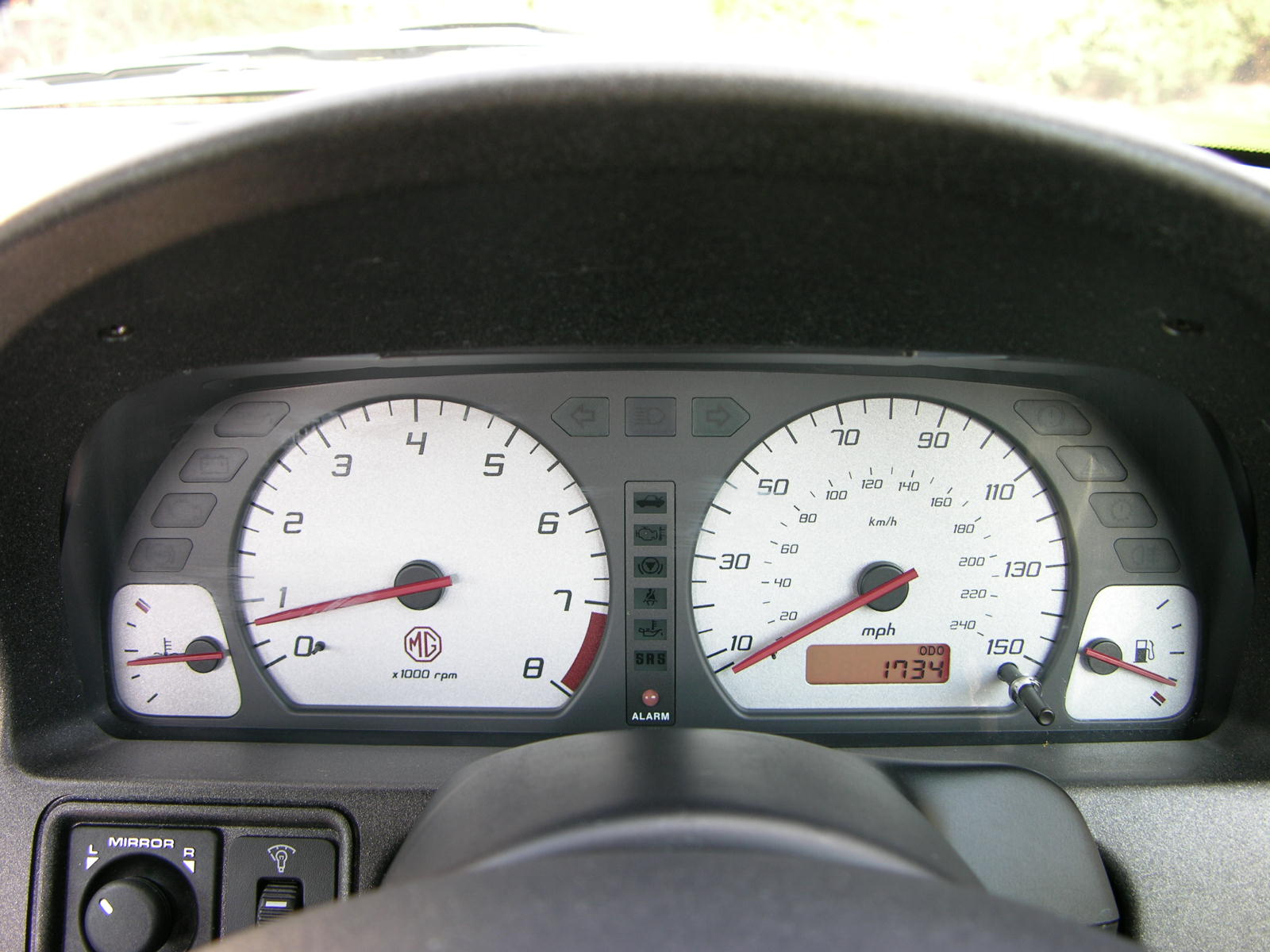
Armaturen

#### Technische Daten
| Modell              | Hubraum (cm³) | Leistung                     | Drehmoment          | Höchstgeschwindigkeit (km/h) | Beschleunigung (0–100 km/h) | Bauzeit         |
| ------------------- | ------------- | ---------------------------- | ------------------- | ---------------------------- | --------------------------- | --------------- |
| MG TF 115           | 1588          | 85 kW (116 PS) bei 6250/min  | 145 Nm bei 4700/min | 190                          | 9,8 s                       | 04/2002–09/2005 |
| MG TF 120 Stepspeed | 1796          | 88 kW (120 PS) bei 5500/min  | 165 Nm bei 3000/min | 190                          | 10,2 s                      | 04/2002–09/2005 |
| MG TF 135           | 1796          | 100 kW (136 PS) bei 6750/min | 165 Nm bei 5000/min | 205                          | 8,8 s                       | 04/2002–09/2005 |
| MG TF 160           | 1796          | 118 kW (160 PS) bei 6900/min | 174 Nm bei 4700/min | 220                          | 7,6 s                       | 04/2002–09/2005 |

#### Fertigung bei der Nanjing Automobile Group
Während die Produktionsanlagen verschiedener Rover demontiert und nach China verschifft wurden, verblieb unter anderem die Linie für den MG TF in Longbridge. Am 21. Februar 2006 unterzeichnete die Nanjing Automobile Group, die die Reste von MG Rover während des Vergleichsverfahrens aufkaufte, einen Leasingvertrag für das südliche Werksgelände in Longbridge. Dort befanden sich die Lackiererei, zwei Fahrzeugfertigungslinien und Büros.
Von Mai 2007 bis Ende 2011 wurde dort der neue MG TF endmontiert. Es wurden rund 150 neue Arbeitsplätze geschaffen. Die überarbeitete Form des Wagens griff auf Designelemente des MGF von 1995 zurück. Nach mehrfach verschobenem Verkaufsbeginn in Großbritannien infolge von Qualitätsproblemen mit aus China beschafften Zulieferteilen startete der Verkauf von 500 Stück rechtsgelenkten MG TF im August 2008 mit dem Sondermodell TF LE 500 in sechs Farben. Die Produktion sollte 2009 in Kleinserie für den englischen Markt fortgeführt werden, jedoch erwiesen sich die LE-500-Modelle als schwer verkäuflich. Anfang 2009 wurde sogar versucht, diese Rechtslenker auf dem Festland zu verkaufen. Insgesamt wurden bis 2011 nur 906 Fahrzeuge produziert.
Darüber hinaus wurde der TF in einem neuen Werk in Nanjing, China gebaut, das für bis zu 200.000 Fahrzeuge jährlich ausgelegt war.